# 君子馆之战
君子馆之战是宋辽战争中一场重要战役，是宋太宗雍熙北伐失败之后辽军发动的南侵。宋军在天冻无法使用弓箭的情况下被辽军击败，刘廷让的部队“全军皆没，死者数万人”，宋军河北防线遭到重创。

## 过程

### 辽军南下
986年十月十七日，辽圣宗向拒马河南六州军民下诏，宣布将向宋朝开战。十一月，辽军分三路南侵，第一路，以耶律休哥为先锋都统；第二路，北大王蒲奴宁守圣州，负责山西战事；第三路，林牙谋鲁姑、萧继远负责沿边巡辖。
宋军方面，太宗调遣侍衛親軍馬軍司都虞候、武州防禦使李继隆、右骁卫上将军刘廷让、靜難軍節度使田重进担任沧州、瀛洲、定州都部署，防备辽军南下。
辽军选择两个地方作为突破点，一个满城；一个唐兴口。前者用偏师进攻，后者投入了辽军的主力。辽军抵达唐兴口时宋军屯驻在滹沱河的北岸，辽军乱箭齐射宋军，宋军被击溃，桥梁失守，胜利后辽军焚毁了滹沱桥。。辽军攻占唐兴口后，立即派出萧挞凛和耶律迪子所部向东路行进，十二月五日，耶律休哥则带兵向西南进发，击败望都的宋军后杀入祁州。九日，辽军南大王和耶律休哥部会合，这支军队开始向君子馆推進。十二日，漫天大雪，宋辽双方大军于君子馆相遇。

### 血战君子馆

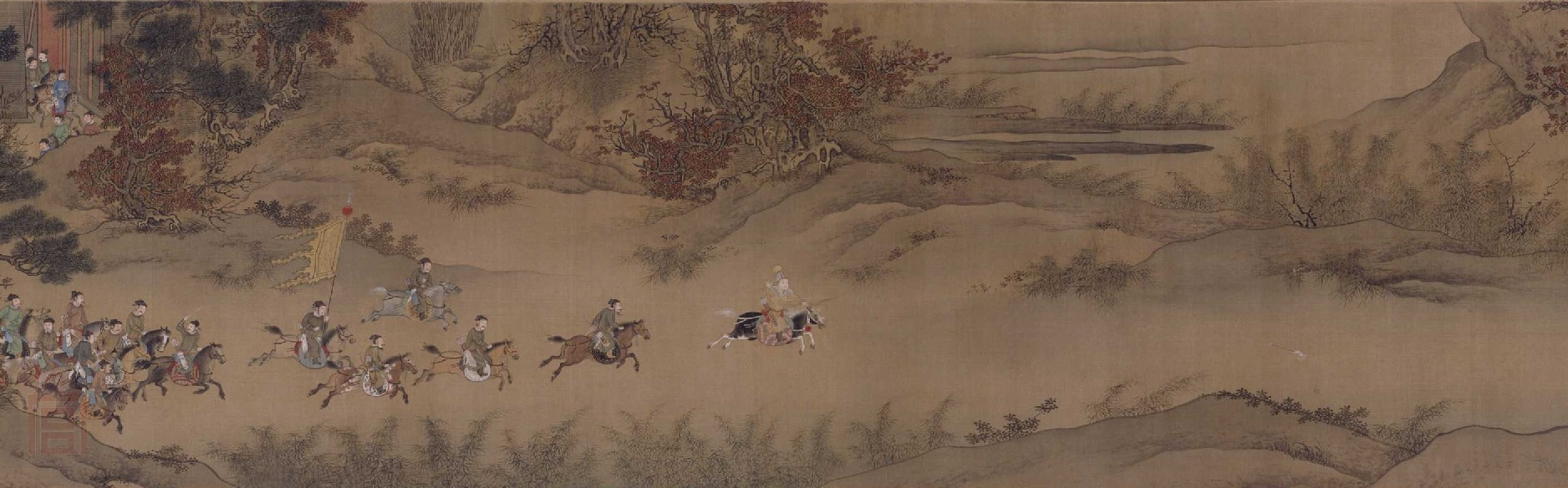
宋代士兵出行图

瀛洲都部署刘廷让决定主动出战迎击辽军，同时把一部分精锐部队交给李继隆，让他情势危急时救援。辽军首先发动进攻，弓弩（神臂弓？）本是缺少骑兵的宋军对抗辽军骑兵的利器，但严寒的天气让衣衫单薄的宋军士兵被冻得手木足僵，无法使用弓弩，所以在战斗中面对辽军骑兵处于劣势。宋军御前忠佐神勇指挥使桑赞领本部兵与辽军激战，双方从辰时战至申时，但辽军增援部队不断涌入战场，桑赞终于支持不住，引众先逃。他的撤退导致所在方的防线崩溃，宋军大败，刘廷让所部全军尽丧，死者数万人。先锋将六宅使、平州团练使、知雄州事贺令图和武州防禦使、高阳关部署杨重进被俘，刘廷让单骑逃回。
在歼灭了刘廷让军后，辽军打算同时消灭田重进部，但田重进吸取教训，没有与辽军主力正面对抗。辽军只能将攻下的深州、速城、文安等城纵兵大掠、屠其青壮后撤回幽州。

## 评价

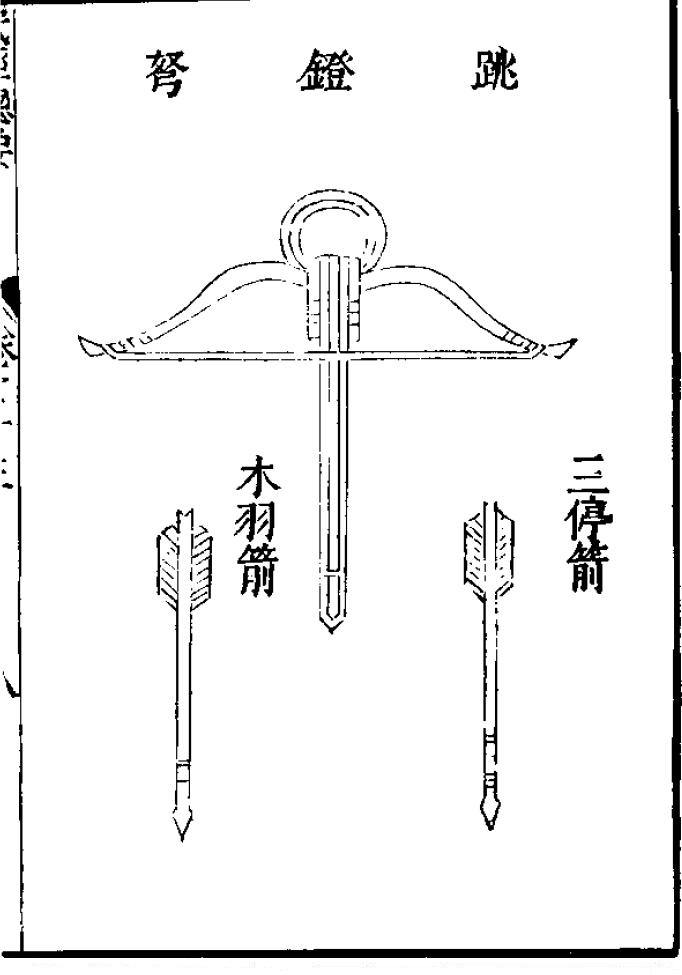
宋代跳蹬弩

香港中文大学曾瑞龙副教授认为宋军失败的原因一般来说除了辽军选择宋军新败之际入侵、拥有优势骑兵、机动力高能够在主要方向上集结、天气寒冷这些明显的原因外。还有两点值得注意，一是是否应该出战和选择战斗时机是否正确；二，让李继隆作后备队，是否是对抗辽军骑兵的正确方法。前者，曾瑞龙认为宋军没有形成一个统一的指挥体系，只注重各点孤立的反击，没有发挥防御战的优点。后者，曾瑞龙认为辽军拥有骑兵优势，能够以优越的机动性快速集结打击对手薄弱之处，甚至绕过步兵方阵，加以切断和包围，拥有战略上的巨大优势。步兵为了不陷入四面受敌情况，有必要使用弓弩。但此时天气严寒，士兵被冻僵无法使用弓弩，所以李继隆不派出援军救援刘廷让的举动是正确的，避免了更多的伤亡，李继隆在后来的唐河之战时自言：“往年河间不即死者，固将有以报国家耳。”也印证了当年君子馆一战他本人不是害怕出战，而是为了保存实力。